# Pipistrellus pygmaeus
Pipistrellus pygmaeus là một loài động vật có vú trong họ Dơi muỗi, bộ Dơi. Loài này được Leach mô tả năm 1825.

## Hình ảnh

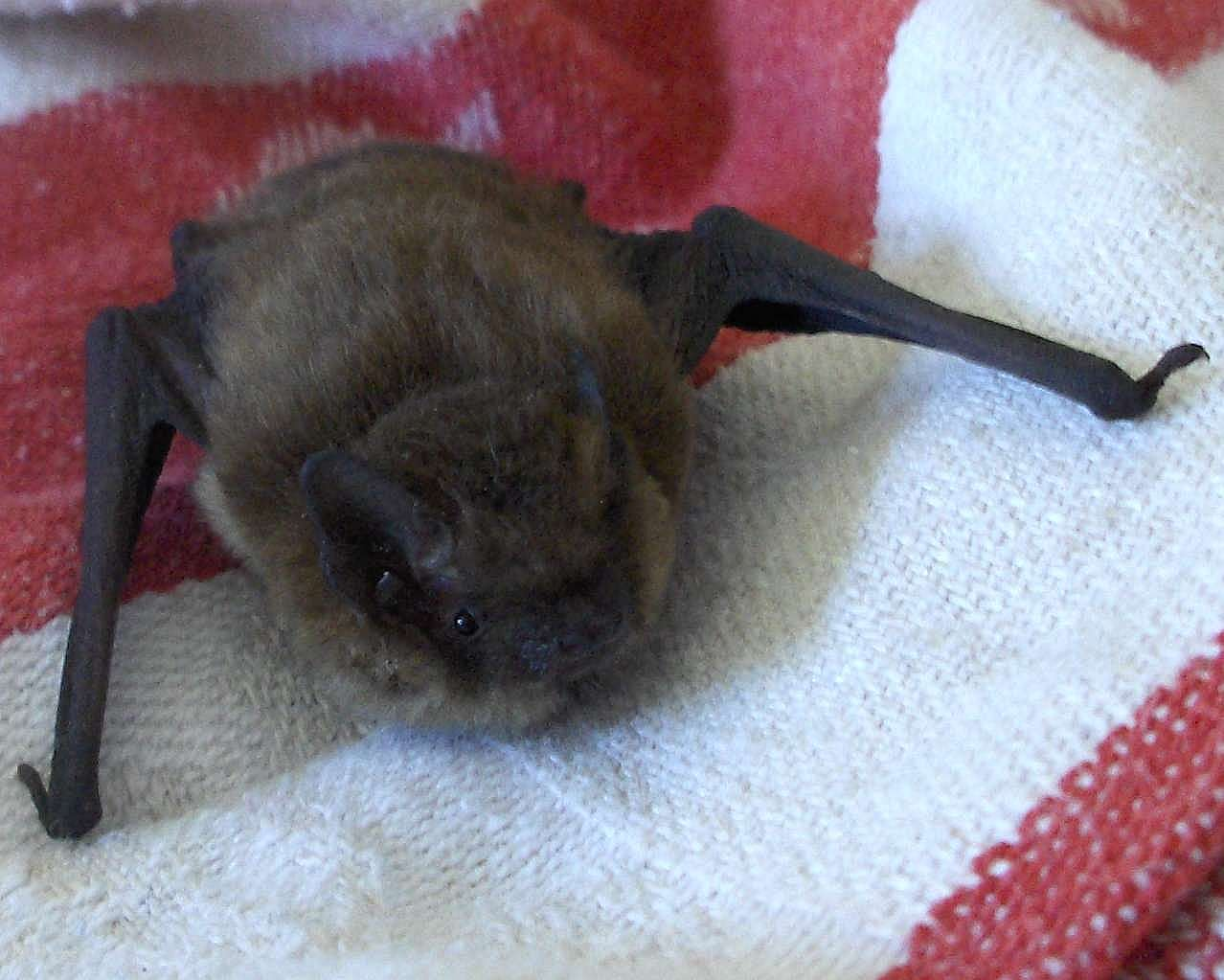